# Sinjski kotar
Sinjski kotar je bio jedan od kotara u austrijskoj carskoj pokrajini Dalmaciji. Obuhvaćao je općine: ...  Prostirao se je 1900. godine na 1336 km2.
1900. je godine u Sinjskome kotaru živjelo 52.516 stanovnika.

## Kotarski poglavari
- Francesco Simonelli 1906. — 1907.